# Auzeville-Tolosane
Auzeville-Tolosane es una localidad y comuna francesa situada en el departamento de Alto Garona y la región de Mediodía-Pirineos. Forma parte de la communauté d'agglomération du Sicoval

## Demografía
| 456 | 491 | 1 073 | 1 808 | 2 000 | 2 202 |
| Para los censos de 1962 a 1999 la población legal corresponde a la población sin duplicidades (Fuente: INSEE [Consultar]) |     |       |       |       |       |

## Hermanamientos
- Broughton and Bretton (Reino Unido)
- Călugăreni (Rumania)